# Bobby Murdoch
Bobby Murdoch (17. srpna 1944, Rutherglen – 15. května 2001, Glasgow) byl skotský fotbalový záložník.

## Klubová kariéra
Hrál skotskou ligu za Celtic FC. V letech 1966-1973 získal s Celticem 8 mistrovských titulů v řadě, pětkrát skotský pohár a v roce 1967 Pohár mistrů Evropských zemí. Další tři sezóny hrál v Anglii za Middlesbrough FC. V Poháru mistrů evropských zemí nastoupil ve 35 utkáních a dal 4 góly, v Poháru vítězů pohárů nastoupil v 15 utkáních a dal 5 gólů, v Poháru UEFA nastoupil ve 4 utkáních a dal 2 góly a v Interkontinentálním poháru nastoupil ve 3 utkáních. V roce 1969 byl vyhlášen skotským fotbalistou roku.

## Ligová bilance
| Ročník                   | Zápasy | Góly | Klub             |
| ------------------------ | ------ | ---- | ---------------- |
| 1. skotská liga 1962/63  | 19     | 5    | Celtic FC        |
| 1. skotská liga 1963/64  | 26     | 13   | Celtic FC        |
| 1. skotská liga 1964/65  | 32     | 8    | Celtic FC        |
| 1. skotská liga 1965/66  | 31     | 5    | Celtic FC        |
| 1. skotská liga 1966/67  | 31     | 5    | Celtic FC        |
| 1. skotská liga 1967/68  | 34     | 6    | Celtic FC        |
| 1. skotská liga 1968/69  | 30     | 4    | Celtic FC        |
| 1. skotská liga 1969/70  | 26     | 5    | Celtic FC        |
| 1. skotská liga 1970/71  | 32     | 2    | Celtic FC        |
| 1. skotská liga 1971/72  | 15     | 4    | Celtic FC        |
| 1. skotská liga 1972/73  | 24     | 4    | Celtic FC        |
| 2. anglická liga 1973/74 | 34     | 5    | Middlesbrough FC |
| 1. anglická liga 1974/75 | 39     | 1    | Middlesbrough FC |
| 1. anglická liga 1975/76 | 22     | 0    | Middlesbrough FC |
| CELKEM                   | 386    | 67   |                  |

## Reprezentační kariéra
Za seniorskou reprezentaci Skotska nastoupil v letech 1964–1969 ve 12 utkáních a dal 9 gólů.

## Trenérská kariéra
V sezóně 1981/82 byl trenérem Middlesbrough FC.